# Rasivere (Vinni)
Rasivere (Duits: Rasifer) is een plaats in de Estlandse gemeente Vinni, provincie Lääne-Virumaa. De plaats heeft 19 inwoners (2021) en heeft de status van dorp (Estisch: küla).
Door het dorp loopt de beek Rasivere oja, die op het grondgebied van het dorp uitkomt in de rivier Anguse.

## Geschiedenis
Rasivere werd voor het eerst genoemd in 1345 onder de naam Rasgyvere. In 1586 lagen er twee boerderijen in het dorp. In 1703, tijdens de Grote Noordse Oorlog, bleef het dorp Rästefer gespaard voor plunderingen door de Russen, terwijl de stad Wesenberg (Rakvere), die 26 km ten noordwesten van het dorp ligt, met de grond gelijk werd gemaakt. In 1796 was er sprake van een dorp en een veehouderij Rassiwer. Het dorp lag op het landgoed van Ruil (Roela).
In 1977 werden de buurdorpen Tudusilla en Ädara bij Rasivere gevoegd.